# Degerfelden
Degerfelden ist ein westlicher Stadtteil der südbadischen Stadt Rheinfelden. Der 9,9 Quadratkilometer große Stadtteil hat 1475 Einwohner (2019) und wurde zum 1. Januar 1972 eingemeindet. Der Ort liegt im unteren Talabschnitt, wo das Dinkelberg-Hügelland ins Hochrheintal übergeht. Die Besiedlung gruppiert sich um den Zusammenfluss zweier Bäche, die im weiteren Verlauf in den Rhein münden.

## Geografie

### Lage

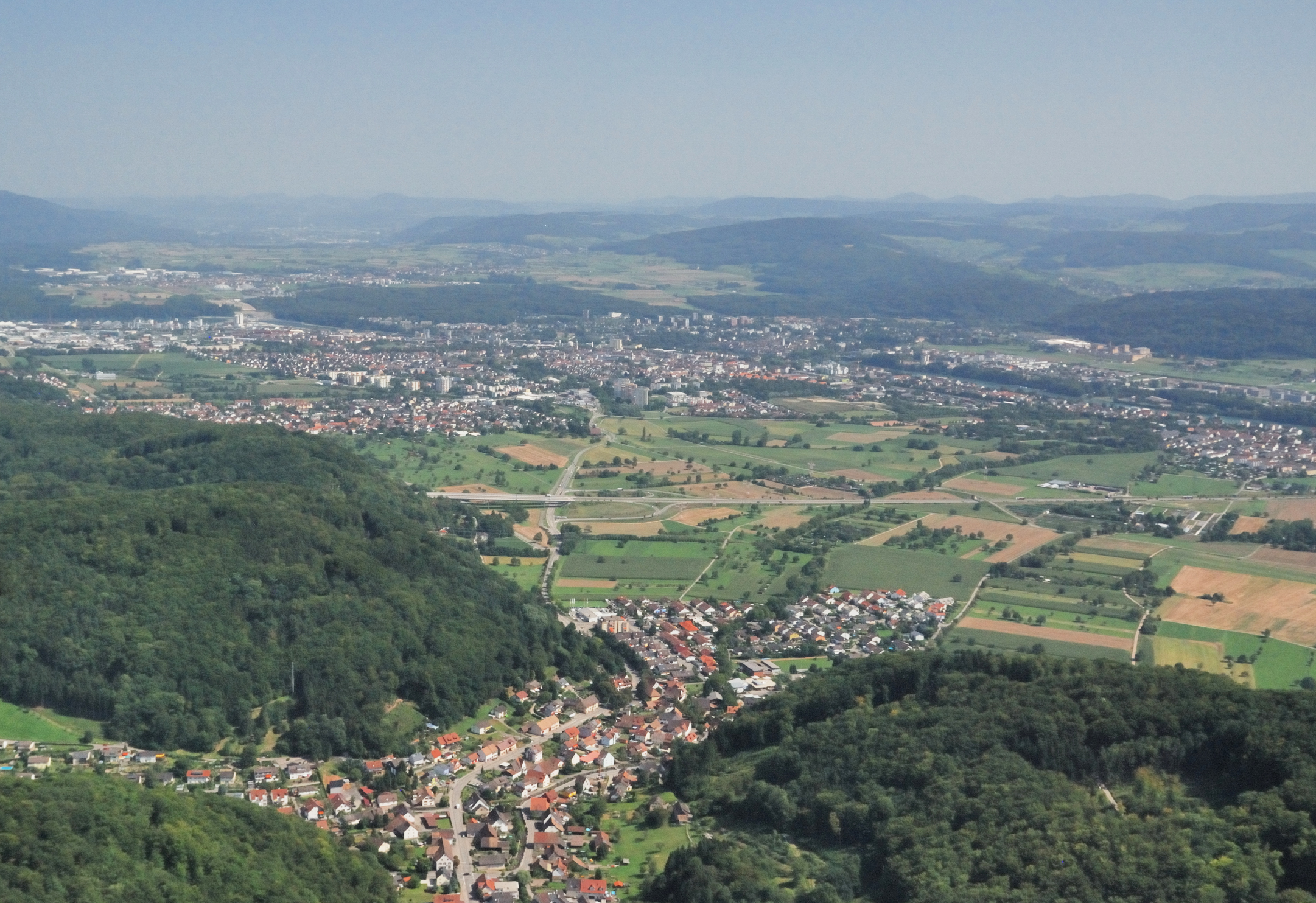
Luftbild von Degerfelden im Vordergrund von westlicher Richtung, im Hintergrund die Stadt Rheinfelden

Der westliche Rheinfelder Stadtteil Degerfelden liegt in einem Talausgang des Dinkelberges, dessen Hauptstraße B 316 vom Waidhofpass kommend nach Rheinfelden führt. Der Ortskern liegt auf einer Höhe von 291 m ü. NN. Die Besiedlung zieht sich beidseitig der Straße beziehungsweise des parallel verlaufenden Großbachs. Ein Besiedlungsarm ragt in ein nördliches Seitental, das über die Landesstraße 139 in den Ortsteil Eichsel führt. Historisch teilte sich die Besiedlung in Ober- (nördlich des Dorfbachs) und Unterdorf (südlich des Dorfbachs) auf. Gegen Südosten zum offenen Land mit Ackerflächen wuchs die Besiedlung Außerdorf durch Neubauten weiter. Die Teile der unregelmäßigen Siedlungsfläche sind nahezu komplett zusammengewachsen. Die Hügel des Dinkelbergs sind durchweg stark bewaldet. Der von Eichsel kommende Waidbach mündet mit dem Hagenbach in den Großbach und fließt im Hochrheintal in den Rhein.
Rund zwei Kilometer westlich vom Ortskern Degerfelden, an der B 316, liegt auf dem zum Gemarkungsgebiet Degerfeldens gehörende Hagenbacher Hof auf 340 m ü. NN Höhe. Zwischen dem Hagenbacher Hof und Degerfelden liegt noch der Weiler Auf der Reibmatt (320 m ü. NN). Östlich vom Besiedlungsgebiet, am Fuße der Fliehburg Strenger Felsen, liegt der Wohnplatz Riesberg auf einer leichten Anhöhe (300 m ü. NN) unweit vom Südportal des Tunnels Nollinger Berg.
Die höchsten Erhebungen um den Besiedlungskern Degerfeldens sind der Eichberg (478 m ü. NN) und der Nettenberg (445 m ü. NN).

## Geologie
Um Degerfelden ist die Muschelkalkplatte des Dinkelbergs so weit herausgehoben, dass unter ihr an den Hängen nördlich und südlich des Ortes nicht nur der unterlagernde Buntsandstein, sondern unter diesem sogar Sedimente, die bereits im Erdaltertum (vor 275-269 Mio. Jahren) abgelagert wurden, sog. Rotliegendes, zu Tage treten. Man sieht solche Rotliegendschichten u. a. nahe der Kreuzung Lörracherstraße/Eichseler Straße am Fuß des Eichbergs. Die Obergrenze des Buntsandsteins, am Südabfall des Dinkelbergs sonst mehr oder weniger tief unter dem Niveau der Talebene, liegt am Hirzenleck in etwa 400 m Höhe. Nach Westen senken sich die Schichten allmählich ab, sodass die Rotliegendschichten noch vor Herten unter die Schotter der Rheinebene abtauchen.

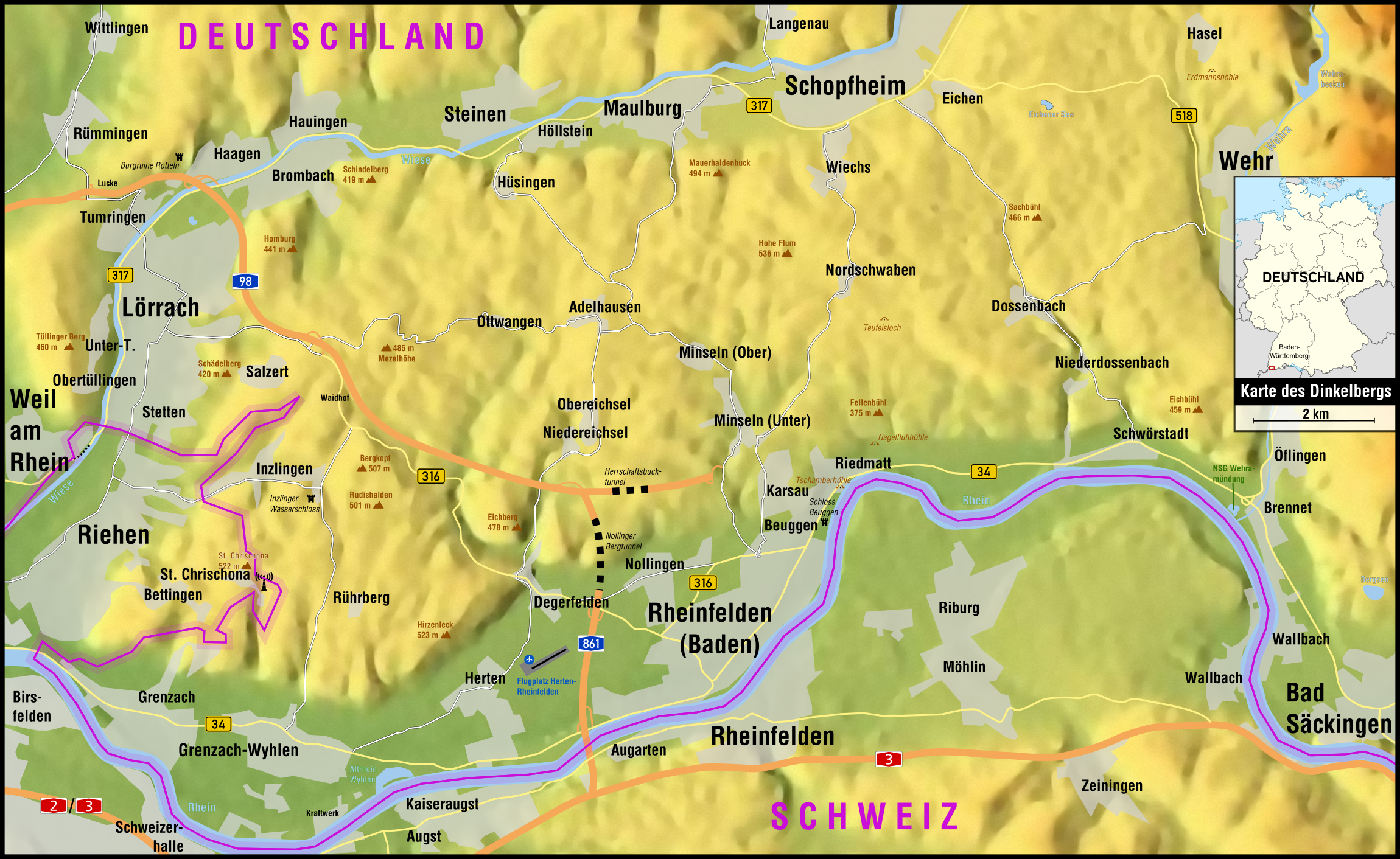
Topographische Karte des Dinkelbergs

Nach Osten enden das Rotliegende und der Buntsandstein des Nettenbergs abrupt (am Hangfuß im Gewann Franzenacker). Eine Verwerfung setzt hier neben den Buntsandstein und das Rotliegende die Bänke und Platten des Oberen Muschelkalks, die im großen Steinbruch vor Nollingen zu sehen sind. Diese markante Verwerfung setzt bereits bei Lörrach ein und streicht in Südwest-Richtung bis Degerfelden. Sie „durchschneidet“ den Eichberg und biegt dann so ab, dass auch am Nettenberg neben den vorwiegend rotbraunen Farben der älteren Schichten die Gesteine des Muschelkalks erscheinen. Diese Verwerfung, in der Literatur als Degerfelder (Rheinfelder) Verwerfung bezeichnet, trennt das höher liegende westliche Dinkelbergplateau vom tieferen sog. Zentralen Dinkelberggraben, der im Osten von der Maulburg-Schwörstadt-Verwerfung begrenzt wird. Zwischen Waidhof und Hagenbacher Hof lässt sich die entsprechende Höhendifferenz in der Landschaft beobachten. Südlich der Bundesstraße erreicht das Gelände Höhen um die 500 m (Bergkopf, Rudishalden), nördlich davon im Grabenbereich werden nur noch Höhen zwischen 400 und 450 m erreicht. Anders sind die Verhältnisse am Eichberg, der von der Verwerfung in etwa West-Ost-Richtung durchquert wird. Hier liegt der höchste Punkt bereits im Muschelkalk des Grabens, was der Tektonik widerspricht. Hier hat die Abtragung das Gelände so nivelliert, dass die Sprunghöhe der Verwerfung nicht in Erscheinung tritt. Dasselbe beobachten wir am Nettenberg. Früher wurden die verkieselten Bänke des Mittleren Buntsandsteins und die feinkörnigeren des Oberen Buntsandsteins am Eichberg und Nettenberg gebrochen. Ein großer Steinbruch am Eichberg gibt Einblick in diese Schichtenfolge.
Der Gemarkungsteil auf der Hochscholle westlich der Verwerfung ist (über dem Buntsandstein) bis zum Rührberg Muschelkalklandschaft. Hier zeugen zahlreiche Dolinen zwischen Rührberg und Kreuzeiche von der Verkarstung des Untergrunds. Östlich bzw. nördlich der Verwerfung erscheinen über dem Muschelkalk an verschiedenen Stellen bis zum Siebenbannstein flächenhaft Keupertone und -mergel, die im geschützten Grabenbereich der Abtragung entgangen sind und weitgehend von Wald bedeckt sind.
Erwähnt werden muss noch das Südende des Hüsinger Grabens. Es handelt sich um einen der für den Dinkelberg charakteristischen schmalen mit eingesacktem Keuper gefüllten tektonischen Graben, der von Hüsingen her in NS-Richtung den Dinkelberg durchzieht und an der Degerfelder Verwerfung oberhalb der Reibematt sein Ende findet. Beim Obmannsgrab und am Lettenbuck sind über dem Keuper noch Reste von Unterjura -(Lias-)kalken erhalten.
Im südlichsten Teil der Gemarkung hat der Hagenbacher Bach einen großen Schwemmfächer auf die Niederterrasse des Hochrheintales ausgebreitet.

## Geschichte
Die erste Erwähnung erfährt der Ritter Luitoldus de Tegervelt Tegerfelden im Jahr 1228 als Träger des Ortsnamens. Der Ort selbst wird in unsicherer Identifizierung 1283 erwähnt, zu Beginn des 14. Jahrhunderts häufen sich die Nennungen. Der Ortsname dürfte als Bestimmungswort vom Rittergeschlecht auf den Ort übertragen worden sein und auf einen schweren Boden hinweisen. Damit könnte die im Südosten gelegene Gemarkung gemeint sein, die als alturbare Ackerfläche bekannt war. Bodenfunde aus der Merowingerzeit haben bestätigt, dass bereits um das Jahr 800 eine Siedlung existierte. Mit Franz Ulrich von Degerfelden, der 1386 in der Schlacht bei Sempach fiel, starb auch das Adelsgeschlecht aus.
Aufgrund des Gefälles des Hagenbachs war der Ort ein geeigneter Standort für Wassermühlen; die erste Mühle wurde 1370 erwähnt.

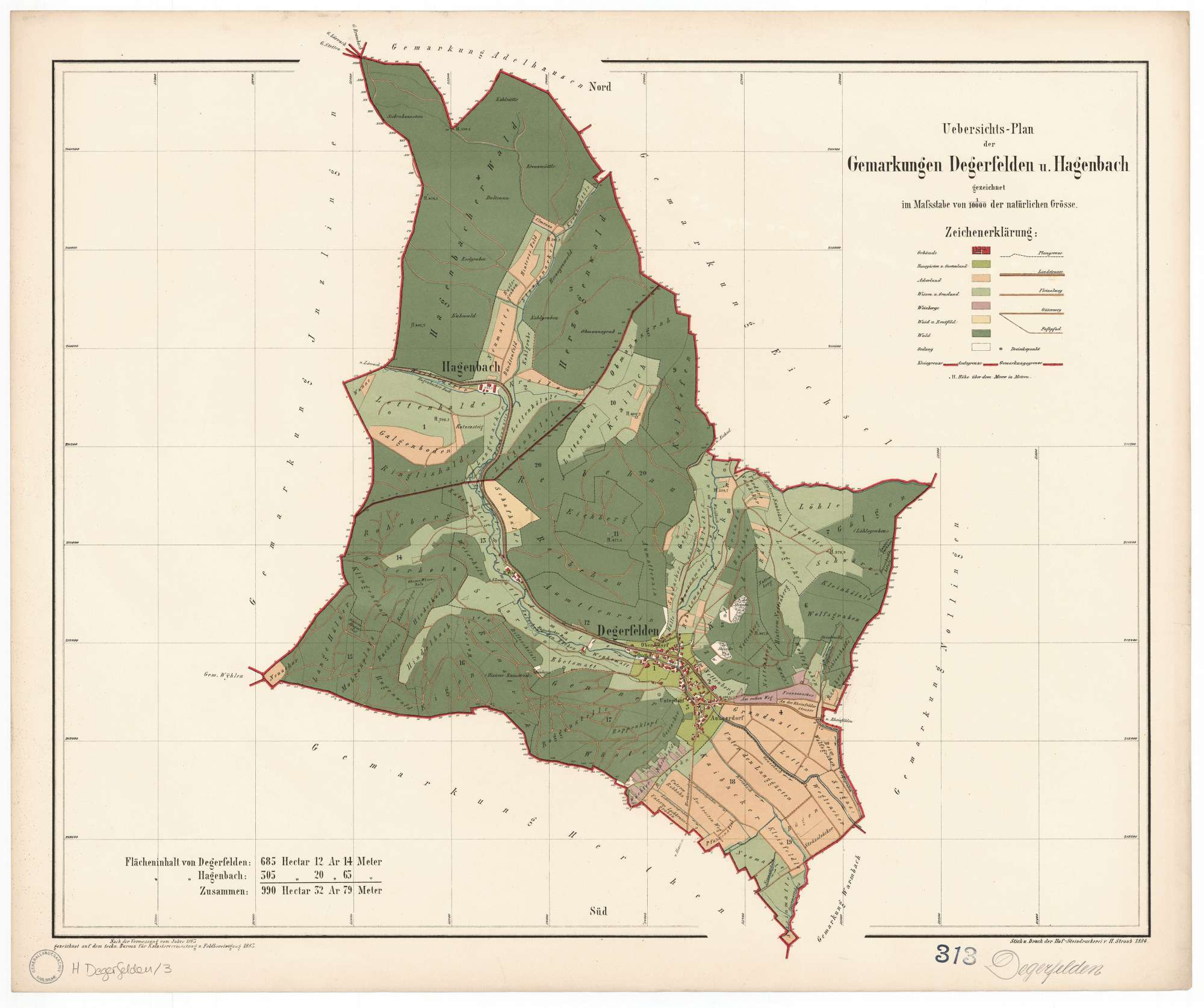
Karte Degerfeldens von 1883

Die Niedergerichtsbarkeit lag Mitte des 14. Jahrhunderts noch in den Händen des örtlichen Adels, wovon ein Drittel 1345 an das Kloster Klingental veräußert wurde. In einem Vertrag zwischen Rheinfelden und Österreich 1596 war Degerfelden in die österreichische Gerichtsbarkeit eingebunden. Der Ort selbst gehörte zur Herrschaft Rheinfelden und blieb bis 1805 mit dem Haus Österreich verbunden. Zuletzt gehörte es zur Kameralherrschaft Rheinfelden-Rheintal. Es fiel dann an das Amt Beuggen und gehörte seit 1809 zum Bezirksamt Lörrach. Im Jahr 1810 wurde das Gemarkungsgebiet erweitert und der als der Gelkemer Bann der abgegangenen Siedlung Geitlikon zwischen Eichsel und Degerfelden aufgeteilt.
Eine eigene Kirche besaß Degerfelden nie. Die Filialkapelle St. Theobald – vermutlich im frühen 14. Jahrhundert gegründet – war der Pfarrei in Herten unterstellt. Das Patronatsrecht übte früher die Komturei Beuggen aus. Überlegungen in den Jahren 1781/82, in Degerfelden eine eigene Pfarrei zu gründen wurden ergebnislos eingestellt.
Am 1. Januar 1972 wurde Degerfelden als erster der heute sechs Stadtteile von Rheinfelden eingemeindet.

## Politik

### Wappen
Blasonierung des ehemaligen Gemeindewappens von Degerfelden ist ein silberner Adler mit rotem Schnabel und Zungen auf blauem Schild. Die Gemeinde hat das Wappen in dieser Form 1905 auf Vorschlag des Generallandesarchivs Karlsruhe angenommen.

### Ortschaftsrat
Degerfelden verfügt über einen Ortschaftsrat, der von einer Ortsvorsteherin angeführt und zwei Stellvertretungen unterstützt wird. Dem Rat gehören acht Mitglieder an. Sitz des Ortschaftsrates ist das Rathaus von Degerfelden in der Lörracher Straße 18.

## Bevölkerung und Religion

### Einwohner
Die Zahl der Einwohner Degerfeldens entwickelte sich wie folgt:
| Jahr | Einwohner |
| ---- | --------- |
| 1852 | 633       |
| 1871 | 606       |
| 1880 | 626       |
| 1890 | 586       |
| 1900 | 587       |
| 1910 | 586       |
| 1925 | 644       |

| Jahr | Einwohner |
| ---- | --------- |
| 1933 | 640       |
| 1939 | 625       |
| 1950 | 711       |
| 1956 | 657       |
| 1961 | 663       |
| 1970 | 858       |
| 2019 | 1475      |

### Religion
Da Degerfelden keine eigene Kirche hat, werden die Katholiken von der St. Urban-Pfarrei in Herten betreut. Die evangelischen Gläubigen gehören zur Petrus-Pfarrei in Herten.
Die Zugehörigkeit zu den Religionsgemeinschaften verteilte sich in der Vergangenheit wie folgt:
| Religionszugehörigkeit in Adelhausen | Religionszugehörigkeit in Adelhausen | Religionszugehörigkeit in Adelhausen | Religionszugehörigkeit in Adelhausen |
| Jahr                                 | Religion                             | Religion                             | Religion                             |
| ------------------------------------ | ------------------------------------ | ------------------------------------ | ------------------------------------ |
|                                      | evangelisch                          | katholisch                           | sonstige                             |
| 1858                                 | 0,6 %                                | 99,4 %                               | 0,0 %                                |
| 1925                                 | 13,5 %                               | 84,8 %                               | 1,7 %                                |
| 1950                                 | 16,0 %                               | 76,3 %                               | 3,1 %                                |
| 1961                                 | 15,5 %                               | 83,6 %                               | 0,9 %                                |
| 1970                                 | 20,5 %                               | 76,3 %                               | 3,1 %                                |

## Kultur und Sehenswürdigkeiten

### Ortsbild und Sehenswürdigkeiten
Der Ortskern Degerfeldens hat einen dörflichen Charakter. Der wasserreiche Ort ist bekannt für seine Mühlen und Sägewerke. An der Peripherie gibt es neuere Wohnbebauungen und einige Gewerbeflächen.
Die im Ort ansässige Birlin Mühle wurde in der Degerfelder Ortschronik am 29. Mai 1320 erstmals genannt.
Direkt an der Bundesstraße ist die Kapelle Ubald gelegen. Die Kapelle existierte vermutlich bereits im 13. Jahrhundert und war dem Heiligen Theobald geweiht. Die erste schriftliche Erwähnung geht auf das Jahr 1493 zurück. Wann die Umbenennung auf den Heiligen Ubald stattfand, ist nicht bekannt, vermutlich geht sie auf Ubald von Gubbio zurück. 1678 zerstörten französische Soldaten die Kapelle fast vollständig. In den Jahren 1968 bis 69 erfolgte eine komplette Innenrenovierung, der Altar aus dem Jahr 1866 wurde herausgenommen. Eine Neugestaltung der Kapelle übernahm der Rheinfelder Künstler Leonhard Eder, er schuf unter anderem an der Außenwand die Figur des Heiligen Ubald. In den Jahren 1974 und 1975 wurde eine umfangreiche Außenrenovierung durchgeführt. 2008 gab es eine weitere Renovierung des Außen- und Innenbereichs.
Oberhalb von Degerfelden, auf einem bewaldeten Muschelkalkfelsen gelegen, befindet sich die Mauerreste einer 1926 wiederentdeckten Fliehburg, der Burg Strenger Felsen. Die Burg entstand vermutlich in der Zeit zwischen 800 und 900 und dürften die Adelsleute von Tegerfelden beherbergt haben.

### Vereine
In Degerfelden gibt es einen am 28. April 1984 gegründeten Fußballverein, der FV Degerfelden e. V. mit rund 375 Mitgliedern. Der SV Degerfelden wurden am 30. März 1952 gegründet. Dem Sportverein gehören rund 330 aktive und passive Mitglieder zu.
Aus Degerfelden kommen auch zwei Narrenzünfte: das 1958 gegründete Narrennest Degerfelden und die auf das Jahr 1980 zurückgehenden Klingentalwichtel Degerfelden.

## Infrastruktur

### Verkehr
In Degerfelden kreuzen sich zwei Hauptstraßen, die durch den Ort verlaufen. Die in West-Ost-Richtung verlaufende B 316 verbindet Lörrach mit Rheinfelden und mündet wenige hundert Meter östlich von Degerfelden in die Autobahnanschlussstelle Rheinfelden-Mitte der A 861. In Nord-Süd-Richtung verläuft die Landesstraße 139, welche den Ortsteil Eichsel und Herten miteinander verbindet.
Degerfelden wird über den Öffentlicher Personennahverkehr durch zwei Buslinien verbunden und bildet einen kleinen Umsteigeknoten: Die Linie 7304 von Lörrach Hauptbahnhof bis ins Zentrum von Bahnhof Rheinfelden (Baden) sowie die Linie 7307 von Steinen (Baden) nach Wyhlen-Dreispitz kreuzen sich in Degerfelden und sind zeitlich abgestimmt.

### Bildung
Die Scheffelschule in Herten unterhält in Degerfelden mit der Fridolinschule eine Außenstelle, die seit dem Schuljahr 2010/11 eine eigene Grundschule ist und einen musisch-naturkundlichen Schwerpunkt besitzt. Benachbart zur Schule befindet sich der katholische Kindergarten St. Katharina.

## Persönlichkeiten
- Anton Winterlin (1805–1894), deutsch-schweizerische Landschaftsmaler
- Columban Brugger (1855–1905), der 52. Abt der Benediktinerabtei Einsiedeln